# Puttgarden
Puttgarden is een klein dorp op het eiland en gemeente Fehmarn aan de Oostzeekust van Sleeswijk-Holstein in Duitsland.

## Betekenis
Het dorp dankt zijn bekendheid aan zijn haven. Van hieruit verzorgt rederij Scandlines de bootverbinding naar Rødbyhavn in Denemarken, een onderdeel van de Vogelfluglinie. Er was tevens een spoorhaven waar tot 2019 de treinen op de veerboot reden. De haven en rangeerterreinen zijn vele malen groter dan het dorp zelf.
De Romy Frank is een moderne reddingboot ter zee van de Deutsche Gesellschaft zur Rettung Schiffbrüchiger (DGzRS), die sinds 2020 Puttgarden als thuishaven en uitvalsbasis heeft. 
Sinds 2020 wordt bij Puttgarden gebouwd aan de Fehmarnbeltverbinding, een 17,5 km lange auto- en treintunnel die de huidige veerdiensten zal vervangen. De tunnel zal naar verwachting in 2029 in gebruik genomen worden. Het project wordt door Denemarken gebouwd en gefinancierd. De kosten bedragen circa 5,5 miljard euro, de Europese Unie betaalt daarvan 10 procent. De kosten zullen middels tolheffing worden terugverdiend. De oversteek via de tunnel zal circa 10 minuten duren, een veerboot doet er 45 minuten over.